# Upuaut

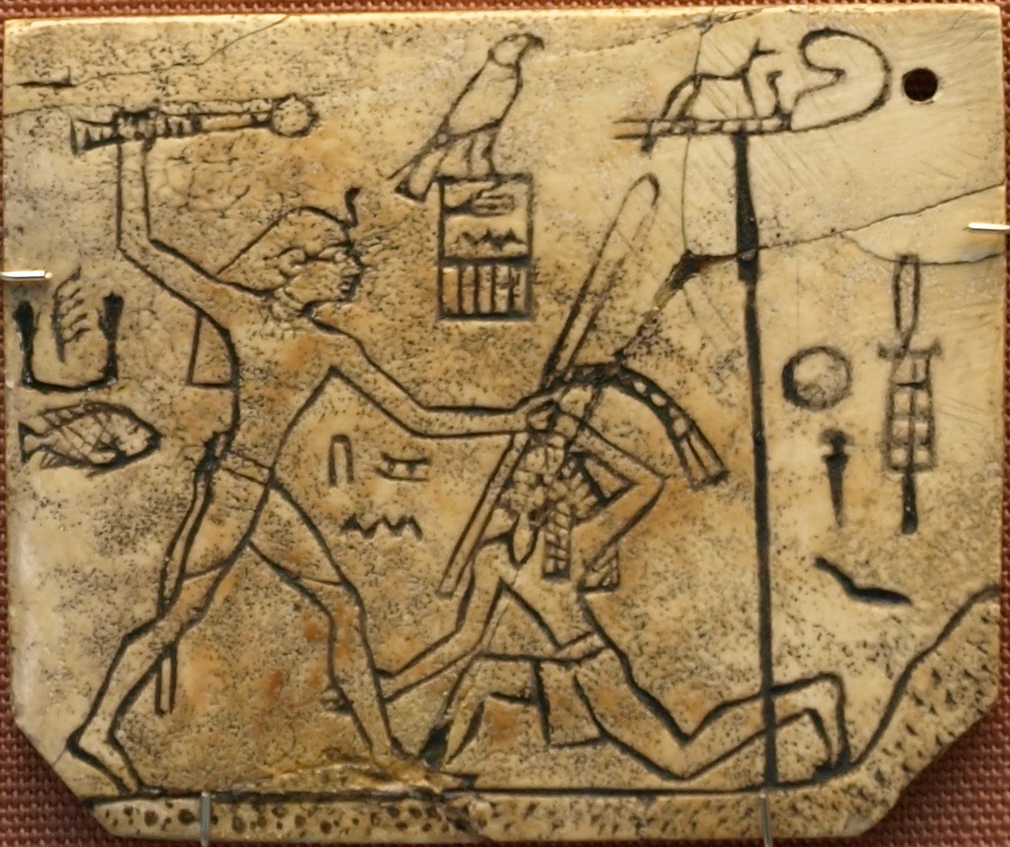
Estandarte de Upuaut representado en la tablilla ritual del faraón Den.

Upuaut o Upuat «el que abre los caminos», deidad de la Duat (Más Allá), dios funerario y de la guerra en la mitología egipcia. 
- Nombre egipcio: Upuaut o Upuat. Nombre griego: Ofois u Ophois.

## Iconografía
Upuaut fue representado en forma de perro o chacal negro con la cabeza blanca, sobre una enseña, con uno o dos ureos que surgen de los lados de las patas. Sus atributos de guerrero fueron una maza y un arco. Los griegos lo interpretaron como un lobo, de donde procede el nombre de Licópolis, su ciudad.

## Mitología
Upuaut es originario de Abidos, en el Alto Egipto, pero simbolizó la unidad de las Dos Tierras. Originalmente, Osiris era el dios funerario, de las necrópolis y de la Duat (inframundo), pero al principio de la dinastía XII limitaron sus funciones al inframundo, asumiendo Upuat el control de sus deberes como dios funerario.
Acompañó a Osiris, como guerrero, en su viaje a las tierras remotas. Era invocado por los soldados para que les protegiese y "abriera" los caminos, como lo hacía en la barca solar de Ra, y con los muertos en la Duat.

Upuaut

Upuat simbolizaba el solsticio de invierno. 

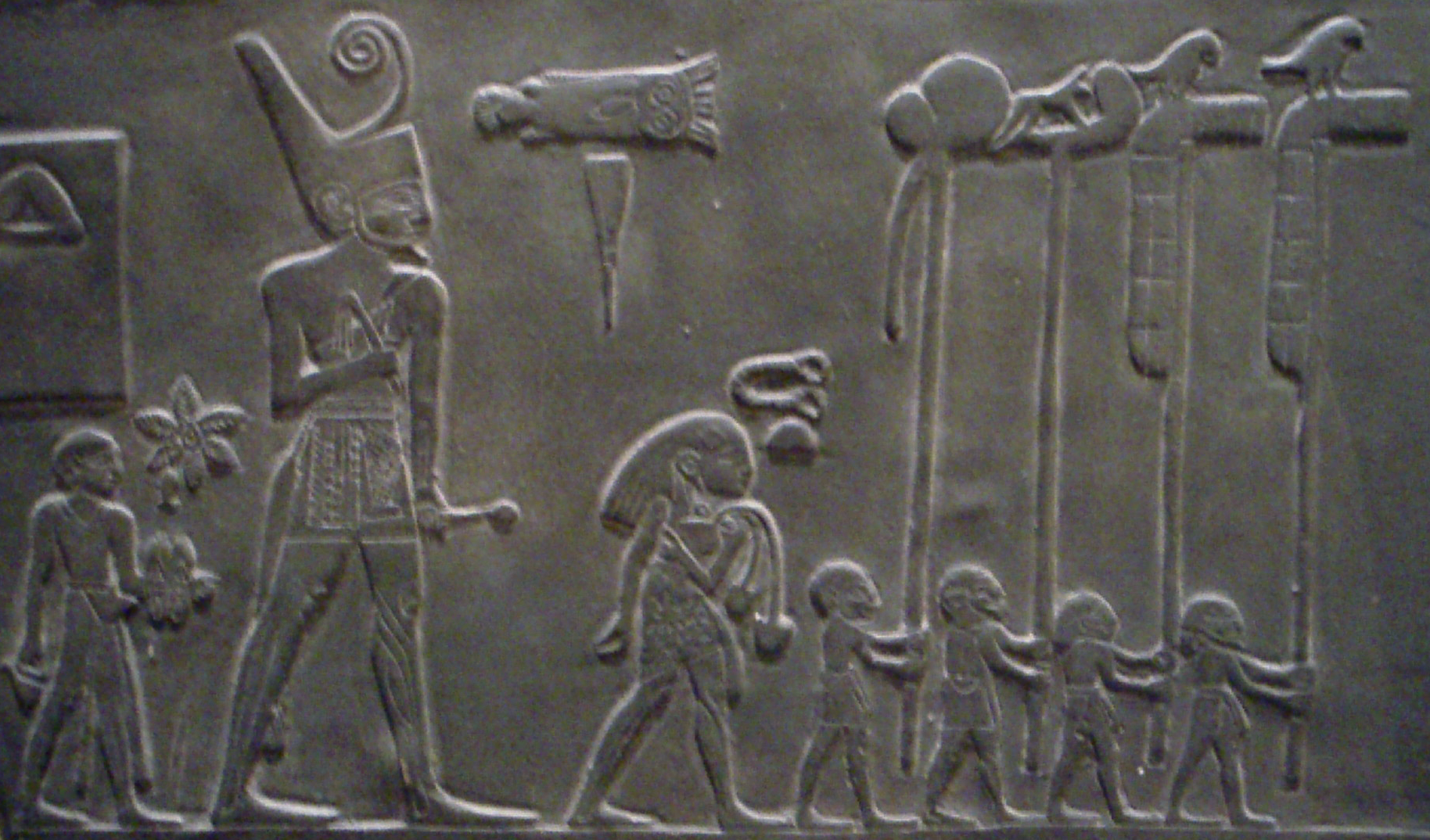
Estandarte de Upuaut representado en la paleta de Narmer.

## Sincretismo
En Abidos es hijo de Isis y Osiris, en claro sincretismo con Horus. Como "Señor de Abidos", sustituye a Anubis en esta ciudad. Fue asimilado como una forma de Osiris, y bajo este aspecto se le llama Sejem-Tauy "El Padre de las Dos Tierras".

## Epítetos
Fue denominado "el que abre los caminos", como conductor de los espíritus de los difuntos por el desierto occidental hacia la Duat, y "Señor de la tierra sagrada", en referencia a las necrópolis.

## Culto
Su culto, originado en Asiut (Licópolis), fue practicado en Abidos como Jenti-Amentiu "Señor de Occidente"; también fue venerado en Sais, Heliópolis, Menfis, y en varias necrópolis. Iba al frente de todas las manifestaciones militares, religiosas y civiles; Así, precedía la más importantes celebraciones, como el Heb Sed y los "Misterios de Osiris", en Abidos.
| wp | N31 | t · Z2ss | E18 |

| wp | N31 | t · Z2ss | E18 |

## Curiosidades
Upuaut (Wepwawet en inglés), debido a su etimología, es el nombre que se eligió para el robot teledirigido que exploró, por primera vez, los conductos de ventilación de la cámara de la reina en la pirámide de Keops; fue exhibido en un célebre documental de National Geographic. 